# Lippenöl

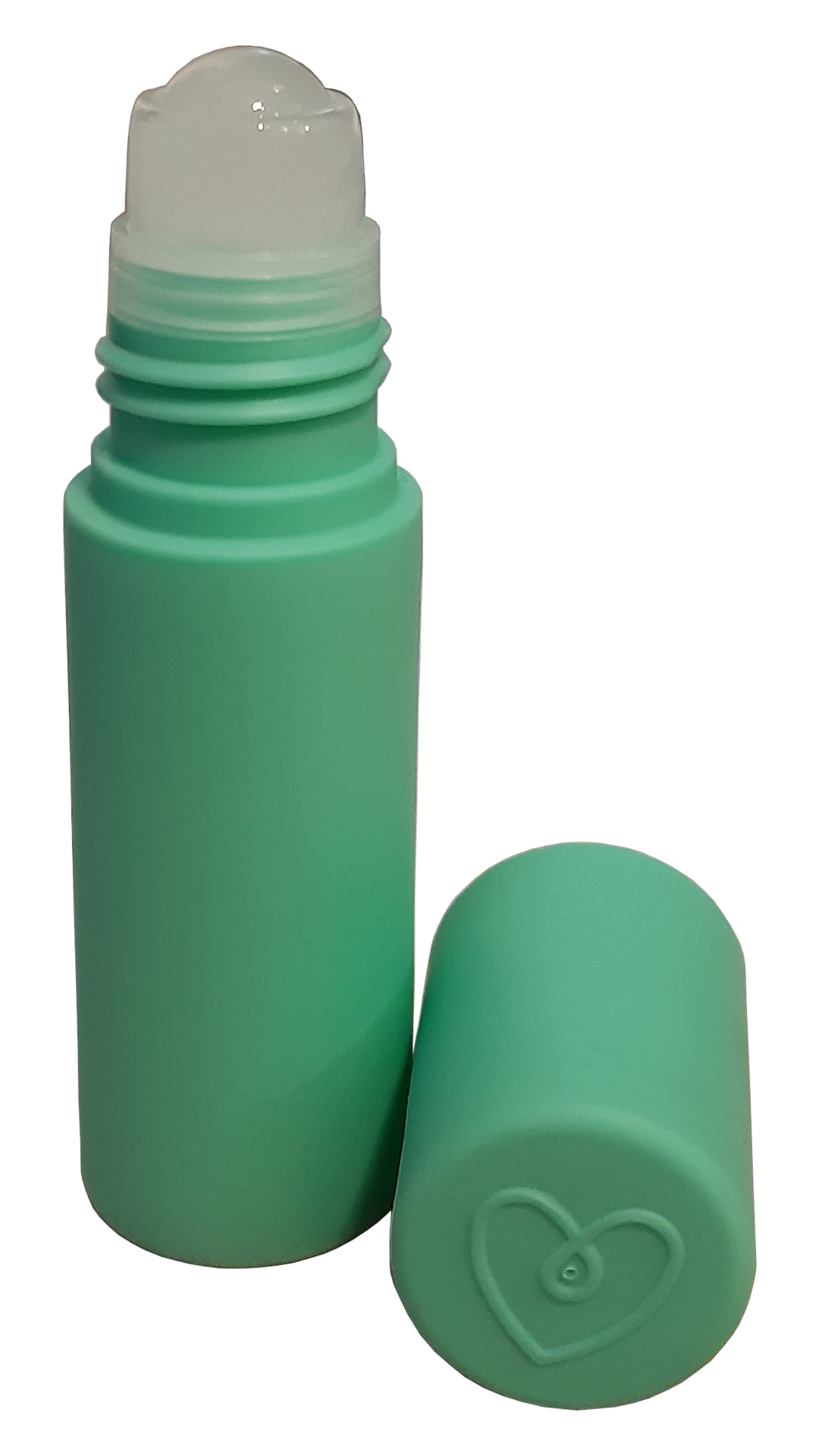
Lippenöl dient der Lippenpflege.

Lippenöl dient der Pflege der Lippenhaut.

## Anwendung
Bevor das Lippenöl aufgetragen wird, muss der Lippenstift sorgfältig entfernt werden, da die Lippen sonst austrocknen und rissig werden.

## Inhaltsstoffe

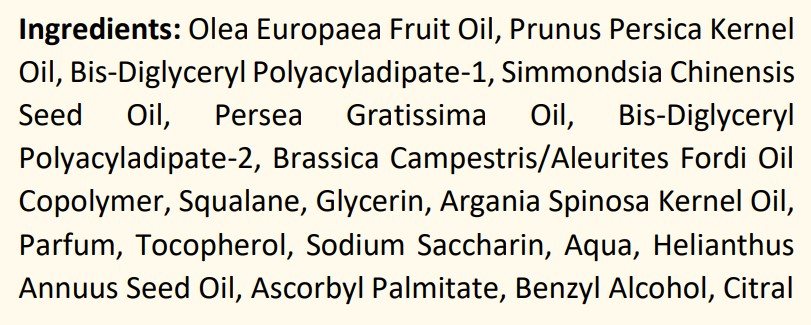
Inhaltsstoffe eines Lippenöls.

Lippenöl besteht aus flüssigen Fettstoffen, wie z. B. Erdnussöl, Avocadoöl oder Wollwachsderivaten.